# Kurt Hohenemser
Kurt Heinrich Hohenemser (Berlim, 3 de janeiro de 1906 – St. Louis, Missouri, 7 de abril de 2001) foi um engenheiro aeroespacial e pioneiro dos helicópteros teuto-estadunidense.

## Vida na Alemanha
Filho do músico judeu Richard Hohenemser e Alice Salt. Frequentou a escola de ensino médio em Wilmersdorf, a Hermann-Lietz-Schule em Haubinda e a Ziehenschule em Eschersheim. Em 1924 obteve o Abitur. De 1924 a 1929 estudou na Universidade Técnica de Darmstadt. Em 1927 obteve o grau de engenheiro e o doutorado em 1929. De 1930 a 1933 lecionou e pesquisou sob orientação de Ludwig Prandtl na Universidade de Göttingen, onde fundou com seu colega William Prager um grupo de discussão que posicionou-se criticamente em relação aos apoiadores do nazismo.
Após a Machtergreifung em 1933 Kurt Hohenemser foi afastado de seus cargos na Universidade de Göttingen, por ter se manifestado criticamente contra o nazismo.
Após pouco tempo na Gerhard Fieseler Werke, trabalhou até o final da Segunda Guerra Mundial como conselheiro de Anton Flettner, envolvido no projeto de helicópteros. Nesta época sua participação foi fundamental no desenvolvimento do Flettner Fl 282.

## Vida nos Estados Unidos

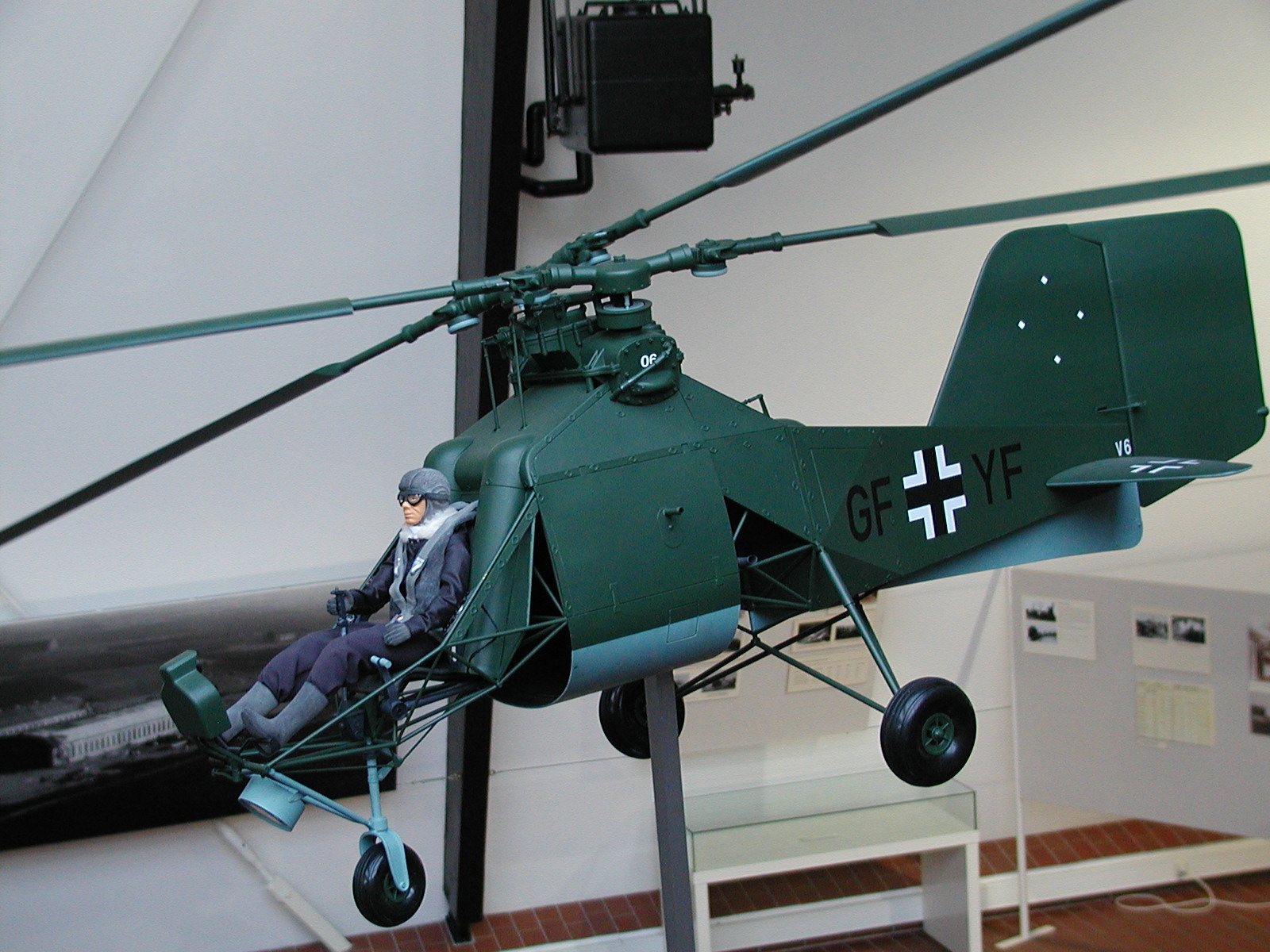
O helicóptero alemão Flettner Fl 282.

Em 1947 Hohenemser imigrou com sua família para os Estados Unidos. Foi engenheiro de aerodinâmica em uma seção da McDonnell Douglas envolvida com o desenvolvimento de helicópteros. Nesta época dirigiu, dentre outros, o desenvolvimento dos projetos Little Henry (XH-20), Big Henry (Model 79) e McDonnell XV-1, considerados precursores do Bell Boeing V-22 Osprey. Em 1966, após 18 anos de trabalho na McDonnell, obteve um cargo de professor de engenharia aeroespacial na Universidade Washington em St. Louis.